# 黑蜂鸟
黑蜂鸟（学名：Florisuga fusca），是雨燕目蜂鸟科的一种鸟类。

## 特征
黑蜂鸟体重约8克，翼长约75.9毫米，嘴峰长约25.2毫米，喙宽度约2.2毫米，喙厚度约2.7毫米，跗蹠长约4.2毫米，尾长约42毫米。黑蜂鸟在其分布区内为留鸟，其栖息在半开放的高大树木组成的森林中，食性为草食性，主要食物来源是植物的花蜜。

## 分布
巴西东部至乌拉圭和阿根廷东北部。